# Franco Cardinali
Franco Cardinali (Magione, 26 settembre 1921 – ...) è stato un calciatore italiano, di ruolo attaccante.

## Carriera
Ricopriva il ruolo di ala, cresce calcisticamente nella Ternana ma la guerra ne interrompe la carriera. Alla fine del conflitto segna con gli umbri molti gol in Serie B e passa al Lecce dove trascorre cinque stagioni divenendo una bandiera dei giallorossi che segue, nonostante le 17 reti segnate in Serie B nel 1949, anche in Serie C. In quest'ultima categoria mette a segno 46 reti e, all'età di 32 anni, passa alla corte di Paolo Mazza nella SPAL in Serie A, esordendo e segnando una rete contro il Legnano l'11 ottobre 1953 in una partita vinta dai ferraresi per 3 a 1 in trasferta.
Gioca poi altre due stagioni in IV Serie, una a Siena e l'altra nella sua squadra d'adozione, il Lecce, dove chiude con il calcio nel 1956.